# Corythornis
A Corythornis a madarak osztályának szalakótaalakúak (Coraciiformes) rendjébe, ezen belül a  jégmadárfélék (Alcedinidae) családjába és a Alcedininae alcsaládjába tartozó nem. A nem besorolása vitatott, egyes szervezetek szerint  három faj az Alcedo nembe tartozik.

## Rendszerezésük
A nemet Johann Jakob Kaup német természettudós írta le 1848-ban:
- madagaszkári törpejégmadár (Corythornis madagascariensis)
- fehérhasú jégmadár (Corythornis leucogaster[1] vagy Alcedo leucogaster)[2]
- malachitjégmadár (Corythornis cristatus[1] vagy Alcedo cristatus)[2]
- madagaszkári jégmadár (Corythornis vintsioides[1] vagy Alcedo vintsioides)[2]